# Томеинг, Литоква
Литоква Томеинг (англ. Litokwa Tomeing; 14 октября 1939, атолл Вотье, цепь Ратак, Маршалловы острова — 12 октября 2020) — Президент Маршалловых Островов с 14 января 2008 по 21 октября 2009 года.
Происходит из традиционного вождеского рода, в 1999—2007 — спикер парламента. После парламентских выборов 18 голосами против 15, поданных за Кессаи Ноте, избран парламентом президентом страны 7 января 2008, приведён к присяге 14 января. 21 октября 2009 отстранён парламентом от должности в результате вотума недоверия 17 голосами против 15. 26 октября парламент избрал новым президентом Джуреланга Зедкайю, получившему 17 голосов против 15, поданных за экс-президента Ноте. Зедкайя вступил в должность в тот же день.